# Knopkirie
Knopkirie es un género de ácaros perteneciente a la familia  Phytoseiidae.

## Especies
El género contiene las siguientes especies:
- Knopkirie banksiae (McMurtry & Schicha, 1987)
- Knopkirie patriciae Beard, 2001
- Knopkirie petri Beard, 2001
- Knopkirie volutus Beard, 2001